# 路爵三世
路爵三世（拉丁語：Lucius PP. III；1097年—1185年11月25日）本名烏巴爾多·阿盧欽戈利（Ubaldo Allucingoli），1181年9月1日當選教宗，同年9月6日即位至1185年11月25日為止。

## 譯名列表
- 盧西烏斯三世、卢西乌斯三世：來自來自大英百科全書線上繁體中文版[]。
- 卢修斯三世：來自《世界人名翻譯大辭典》1993年版。
- 三世：來自香港天主教教區檔案　歷任教宗。